# 醜人兒 (電影)
《醜人兒》（英語：Uglies）是2024年Netflix原創美國反烏托邦科幻動作電影，由麥克G執導、約翰·戴維斯監製，雅各·弗爾曼（Jacob Forman）、凡妮莎·泰勒和懷特·安德森（Whit Anderson）共同編劇。本電影改編自美國作家史考特·韋斯特費德於2005年出版的同名暢銷小說作品。領銜主演為喬伊·金，其他演員陣容包括切斯·史多克斯、凱斯·鮑爾斯、布萊安妮·特魯、拉薇安·考克斯等。
電影於2024年9月13日在Netflix全球同步上映。

## 劇情大綱
塔莉（喬伊·金飾）最大的夢想就是變得更漂亮，她相信只要動手術後就能改變身上一切的缺陷。

## 演員及角色
| 演員                                        | 角色                           | 描述                                 |
| ------------------------------------------- | ------------------------------ | ------------------------------------ |
| 喬伊·金                                     | 塔莉·楊布拉德 Tally Youngblood |                                      |
| 凱斯·鮑爾斯                                 | 大衛 David                     | 塔莉的心儀對象。                     |
| 切斯·史多克斯                               | 佩里斯 Peris                   | 塔莉曾經的摯友。                     |
| 布萊安妮·特魯                               | 夏伊 Shay                      | 塔莉的朋友兼同學。和塔莉同一天生日。 |
| 拉薇安·考克斯                               | 奈雅·凱波博士 Dr. Nyah Cable   |                                      |
| Ash Maeda                                   | 德克斯 Dex                     |                                      |
| 揚·路易斯·卡斯特拉諾斯 Jan Luis Castellanos | 克洛伊 Croy                    |                                      |

## 製作
2006年，美國二十世紀福斯公司買下小說作品《醜人兒》的電影改編權，並由約翰·戴維斯擔任監製。2020年9月，宣布這部改編電影重啟製作，將由麥克G執導、克莉絲塔·維諾夫改編劇本，約翰·戴維斯、喬丹·戴維斯（Jordan Davis）、羅賓·梅辛格（Robyn Meisinger）、丹·斯皮羅、麥克G和瑪麗·維歐拉（Mary Viola）等人擔任監製。《親親小站》的喬伊·金將領銜出演女主角塔莉（Tally）兼本片的執行製作人。2021年10月，宣布凱斯·鮑爾斯、切斯·史多克斯和布萊安妮·特魯加入劇組；2個月後，拉薇安·考克斯也加入演員陣容。

### 拍攝
2022年2月，喬伊·金宣布電影於2021年12月在亞特蘭大取景拍攝完畢，並且已製作完成。

## 發行
《醜人兒》首部前導預告於2024年8月8日發行；2024年9月13日在Netflix上映。

## 外部連結
- 互联网电影数据库（IMDb）上《醜人兒》的资料（英文）
- 在Netflix上觀看《醜人兒》
- 豆瓣电影上《醜人兒》的資料 （简体中文）